# Deutsche Wohnen
Die Deutsche Wohnen SE ist eine börsennotierte deutsche Wohnungsgesellschaft mit Sitz in Berlin. Stand Ende 2024 besitzt das Unternehmen 139.507 Wohneinheiten, davon 102.445 in Berlin. Dazu kommen Gewerbe- und Pflegeimmobilien. Seit 2021 gehört die Deutsche Wohnen mehrheitlich zu Vonovia. Beide Unternehmen bilden Europas größtes Wohnungsunternehmen.
Die Deutsche Wohnen wurde 2010 in den MDAX aufgenommen und stieg im Juni 2020 in den DAX auf. Das Unternehmen wurde wegen seiner Praktiken besonders am Berliner Wohnungsmarkt immer wieder kritisiert. Es wurde zum Namenspatron der Initiative Deutsche Wohnen & Co. enteignen, die 2021 einen erfolgreichen Volksentscheid zur Sozialisierung großer Wohnungsunternehmen in der Hauptstadt anstieß.

## Geschichte

### Gründung und Börsengang
Die Deutsche Wohnen wurde 1998 von der Deutschen Bank AG gegründet. Grundstock bildete 1998 ein Wohnimmobilienbestand, der 1998 von der Pensionskasse Hoechst und vom Bundesland Rheinland-Pfalz erworben wurde.
Die Börseneinführung erfolgte im November 1999. Erst nach Aufhebung des Beherrschungsvertrages mit der Deutsche Bank AG ist die Deutsche Wohnen AG seit dem Juli 2006 eine unabhängige börsennotierte Aktiengesellschaft. Im Juli 2007 erwarb das Unternehmen die GEHAG.
Im Jahr 2012 übernahm das Unternehmen von der britischen Barclays Bank mit der Baubecon 23.500 Wohnungen zu einem Unternehmenswert von 1,24 Milliarden Euro.
Im November 2013 schloss die Deutsche Wohnen die Übernahme der infolge der Privatisierung der größten kommunalen Wohnungsgesellschaft Berlins entstandenen, im MDAX notierten GSW Immobilien AG erfolgreich ab.
Im Jahr 2014 plante die Deutsche Wohnen, die österreichische Conwert Immobilien Invest für circa eine Milliarde Euro zu erwerben. Das Vorhaben gelang nicht, da die Mindestannahmeschwelle nicht erreicht wurde.
Am 21. September 2015 teilte Deutsche Wohnen mit, mit dem Konkurrenten LEG Immobilien fusionieren zu wollen. Dies sollte durch einen Aktientausch erfolgen, bei dem die LEG-Aktionäre für zehn LEG-Aktien 33 neue Aktien der Deutsche Wohnen erhalten hätten. Insgesamt hätte das Volumen 4,6 Milliarden Euro betragen. Die Aktionäre der Deutsche Wohnen sollten nach der Fusion, die bis Ende 2015 abgeschlossen werden sollte, 61 % der Anteile am neuen Unternehmen halten, die LEG-Aktionäre die restlichen 39 %. Durch die Fusion wäre das nach Vonovia zweitgrößte Immobilienunternehmen Deutschlands mit 250.000 Wohnungen und einem Immobilienwert von 17 Milliarden entstanden. Im Oktober 2015 wurde bekannt, dass die Übernahme von LEG Immobilien auf Druck der Aktionäre von Deutsche Wohnen zurückgenommen wurde.

### Übernahme durch Vonovia
Am 14. Oktober 2015 legte Vonovia den Deutsche Wohnen-Aktionären ein feindliches Übernahmeangebot über 14 Milliarden Euro vor, allerdings unter der Prämisse, dass die Fusion mit LEG Immobilien auf der Hauptversammlung am 28. Oktober 2015 abgelehnt werde und die Deutsche Wohnen keine wesentlichen Vermögensgegenstände mehr erwirbt. Am 22. Oktober 2015 sagte Deutsche Wohnen die eigene Hauptversammlung, die zur Übernahme der LEG notwendig gewesen wäre, aufgrund eines geänderten Votums einflussreicher Stimmrechtsberater ab. Deutsche-Wohnen-Vorstand und -Aufsichtsrat wehrten das als zu niedrig betrachtete Übernahmeangebot von Vonovia seitdem ab. Um ihre Eigenständigkeit und eigenen Wachstumsmöglichkeiten zu unterstreichen, schloss die Deutsche Wohnen im November 2015 mit der Patrizia AG einen Vertrag zum Erwerb eines Bestands von 13.600 Wohnungen (plus rund 2.000 weitere Einheiten im zweiten Halbjahr 2016) für 1,3 Milliarden Euro. Vonovia kündigte jedoch an, die Übernahme trotz dieses Erwerbs weiterzuverfolgen und legte den Aktionären am 2. Dezember 2015 ein offizielles Übernahmeangebot vor, nachdem das Unternehmen am 30. November 2015 von den eigenen Aktionären grünes Licht für die dazu notwendige Kapitalerhöhung erhalten hatte.
Nachdem sich Ende Januar 2016 abgezeichnet hatte, dass der anvisierte Aktienanteil von 57 % bis zum ursprünglichen Termin am 26. Januar nicht zu erlangen war, verlängerte Vonovia die Angebotsfrist bis zum 9. Februar und senkte gleichzeitig die Quote auf 50 %. Auch dieses Ziel konnte das Unternehmen nicht erreichen, da lediglich 30 % der Aktionäre das Angebot annahmen. Der Übernahmeversuch galt damit als gescheitert.
Im Mai 2021 wurde ein neuer Versuch bekanntgegeben. Das Bundeskartellamt genehmigte das Vorhaben. Die Mindestannahmeschwelle des freiwilligen Übernahmeangebots von 50 % aller Aktien der Deutsche Wohnen wurde jedoch bis zum Fristende nicht erreicht. Vonovia führte das auf das Verhalten von Hedgefonds und den hohen Anteil an von Indexfonds (ETF) gehaltenen Aktien bei der Deutsche Wohnen zurück. Im August 2021 folgte ein drittes Übernahmeangebot, das bis zum Ende der Annahmefrist 60,3 Prozent der Anteilseigner der Deutsche Wohnen akzeptierten, womit die Übernahme nunmehr gelungen ist.
Da laut Berechnungen der Deutsche Börse AG der Streubesitz an der Deutsche Wohnen unter 10 % gefallen war, schied sie zum 29. Oktober 2021 aus dem DAX aus und wurde durch die Beiersdorf-Aktie ersetzt. Allerdings wurde der Vorwurf laut, dass die Deutsche Börse den Anteil des Streubesitzes falsch berechnet hatte und damit das Ausscheiden aus dem DAX zu früh geschah. Am 20. Dezember 2021 ist die Aktie der Deutsche Wohnen in den MDAX aufgenommen worden.

### Sitzverlegung und Rechtsformänderung
Seit 2017 ist der Sitz der Deutsche Wohnen in Berlin – zuvor saß das Unternehmen in Frankfurt am Main. Ebenfalls 2017 änderte die Gesellschaft ihre Rechtsform von einer AG in eine Europäische Gesellschaft und heißt seitdem Deutsche Wohnen SE.
Anfang November 2017 kündigte das Unternehmen an, gegen den Berliner Mietspiegel eine Verfassungsklage einzureichen.
Im Jahr 2018 wollte die Deutsche Wohnen von der Predac Immobilien Management AG drei Wohnblöcke in der Berliner Karl-Marx-Allee kaufen. Das Landgericht Berlin stoppte Mitte Dezember die Übernahme per einstweiliger Verfügung: Für insgesamt 675 Wohnungen und 57 Gewerbeeinheiten wurde der Vollzug der Verkaufsurkunden bis auf Weiteres untersagt. Geklagt hatte Presseberichten zufolge die Wohnungsbaugesellschaft Friedrichshain (WBF), die bis Mitte der 1990er Jahre Eigentümerin der Wohnblöcke war. Berlins Finanzsenator Matthias Kollatz (SPD) begrüßte die Entscheidung: Nun habe der Berliner Senat mehr Zeit, den Mietern dabei zu helfen, die Wohnungen selbst zu erwerben und dann an eine kommunale Wohnungsbaugesellschaft zu übertragen. Am 5. Januar 2019 wäre sonst eine Frist abgelaufen, die dies den Bewohnern ermöglicht hätte. Die landeseigene Gewobag, die Bezirksverwaltung Friedrichshain-Kreuzberg und der Senat hatten ein Modell entwickelt, um über das Vorkaufsrecht (siehe § 577 BGB) eine Rekommunalisierung der betroffenen Wohnungen zu erreichen.
Im April 2019 wurde berichtet, dass das Landgericht Berlin den Berliner Mietspiegel für rechtswidrig erklärt hat. Diesem fehle es an einer ausreichenden Schätzgrundlage. Geklagt hatte eine Tochtergesellschaft der Deutsche Wohnen. Die Geschäftsführerin des Berliner Mietervereins, Wibke Werner, kritisierte das Urteil als verwirrend und sieht Handlungsbedarf auf Bundesebene: Es bedürfe einer Rechtsverordnung für die Erstellung von Mietspiegeln. Im Juni 2019 gab der Berliner Senat bekannt, dass ab Januar 2020 ein fünfjähriger Mieterhöhungsstopp eingeführt werden solle. Am 25. März 2021 entschied das Bundesverfassungsgericht, dass das als Mietendeckel bezeichnete Gesetz zur Mietenbegrenzung im Wohnungswesen in Berlin (MietenWoG Bln) in der Fassung des Artikel 1 des Gesetzes zur Neuregelung gesetzlicher Vorschriften zur Mietenbegrenzung vom 11. Februar 2020 (Gesetz- und Verordnungsblatt für Berlin vom 22. Februar 2020 Seite 50) mit Artikel 74 Absatz 1 Nummer 1 in Verbindung mit Artikel 72 Absatz 1 des Grundgesetzes unvereinbar und nichtig ist. Das Land Berlin habe nach der 2015 durch den Bund beschlossenen Mietpreisbremse keine Gesetzgebungskompetenz. Mit den §§ 556 bis 561 BGB hat der Bundesgesetzgeber von der konkurrierenden Zuständigkeit für das Mietpreisrecht als Teil des bürgerlichen Rechts abschließend Gebrauch gemacht. Macht der Bund von der konkurrierenden Gesetzgebung Gebrauch, verlieren die Länder gemäß Art. 72 Abs. 1 GG das Recht zur Gesetzgebung in dem Zeitpunkt („solange“) und in dem Umfang („soweit“), in dem der Bund die Gesetzgebungskompetenz zulässigerweise in Anspruch nimmt (sogenannte Sperrwirkung).

## Unternehmen

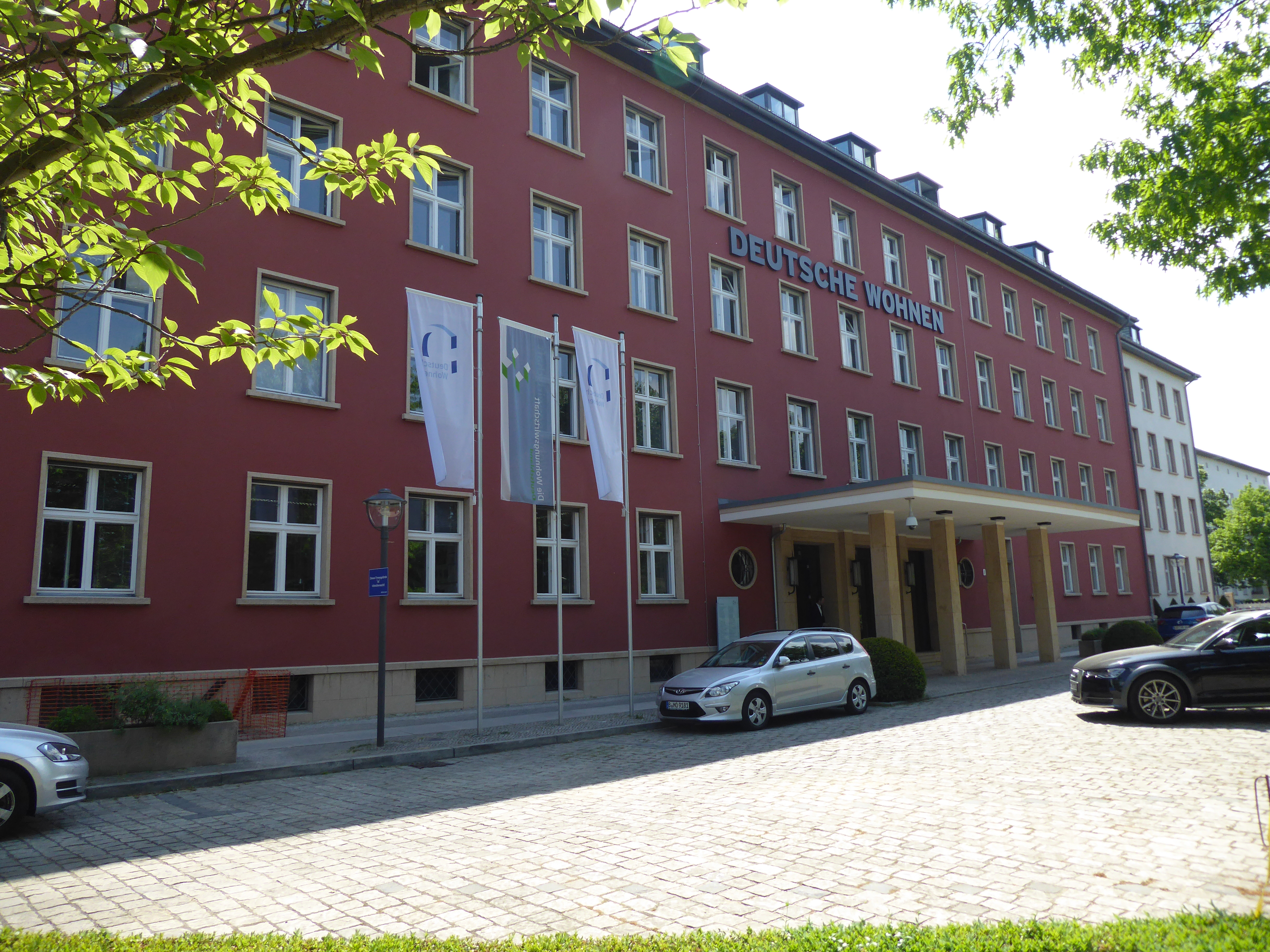
Sitz der Deutsche Wohnen in Berlin-Wilmersdorf

### Organisation
Die Unternehmensgruppe gliedert sich in drei Ebenen: Das Dach bildet die Deutsche Wohnen SE, die als Holding zentrale Finanz- und Managementaufgaben wahrnimmt, wie Personalverwaltung, Kommunikation, Finanzierung und Assetmanagement. Die Immobilien des Konzerns sind in den sogenannten Asset-Gesellschaften zusammengefasst.
Der Vorstand ist gegenwärtig mit vier Personen besetzt. Der Aufsichtsrat besteht aus sechs Personen.

### Bestand
Die Deutsche Wohnen SE bewirtschaftet einen Bestand von rund 160.000 Wohn- und Gewerbeeinheiten mit einem Gesamtwert von 26,2 Milliarden Euro. Die etwa 155.400 Wohnungen befinden sich unter anderem im Großraum Berlin (114.200), in Dresden/Leipzig (10.600), in Frankfurt am Main (9.600), in Hannover/Braunschweig (5.900) sowie in Köln/Düsseldorf (2.900). Zusätzlich errichtet, kauft und verkauft das Unternehmen Immobilien. Im Segment Pflege und Betreutes Wohnen betreibt die Deutsche Wohnen zum einen selbst Pflegeeinrichtungen und vermietet diese zum anderen auch an externe Betreiber. Die Zahl der Pflegeplätze und Appartements hat sich von 6.700 im September 2017 auf 10.580 im Dezember 2020 erhöht.

### Geschäftszahlen
Das Unternehmen erwirtschaftete 2020 Umsatzerlöse von rund 2,7 Milliarden Euro, davon 1,25 Milliarden Euro mit dem Verkauf von Immobilien, 1,2 Milliarden Euro durch Vermietung und 0,25 Milliarden Euro mit dem Betrieb und der Vermietung von Pflegeimmobilien. Ein großer Teil des 2020 erzielten Ergebnisses vor Steuern von 2,2 Milliarden Euro geht mit 1,9 Milliarden Euro auf Wertsteigerungen von Immobilien zurück.

### Aktie
Die Aktie der Deutsche Wohnen ist im General Standard der Frankfurter Wertpapierbörse gelistet und wird auch über Xetra gehandelt. Seit Dezember 2010 war sie im MDAX notiert. Am 22. Juni 2020 stieg die Deutsche Wohnen SE in den DAX 30 auf und ersetzte dort die kriselnde Deutsche Lufthansa. Die Deutsche Wohnen war damit neben Vonovia das zweite Immobilienunternehmen im Leitindex. Nach der Übernahme durch Vonovia gehört die Aktie der Deutsche Wohnen zum MDAX. Zudem wurde sie in den wesentlichen Indizes STOXX Europe 600 und GPR 15 geführt und gehört bis heute zum EPRA/NAREIT.
Die rund 400 Millionen Inhaberaktien des Unternehmens verteilten sich am 3. November 2021 wie folgt auf die Anteilseigner:
| Anteil  | Anteilseigner                                     |
| ------- | ------------------------------------------------- |
| 86,87 % | Vonovia SE, Deutschland                           |
| 12,29 % | Streubesitz (gem. Definition der Deutschen Börse) |

Die Dividende je Aktie ist in den letzten Jahren kontinuierlich gestiegen und die Dividendenrendite lag ab 2015 bei mehr als 2 %. Der Wert der Aktien selbst hat sich seitdem außerdem verdoppelt.
Die Wohnungspolitik in Berlin wirkte sich auf die Aktienkurse aus. Nach der Ankündigung des Senats, einen fünfjährigen Mieterhöhungsstopp (Berliner Mietendeckel) einzuführen, sank der Aktienkurs im Juni 2019 von über 42 auf zunächst auf 36 Euro, stieg aber später wieder auf über 50 Euro.

## Aktivitäten

### Denkmalschutz

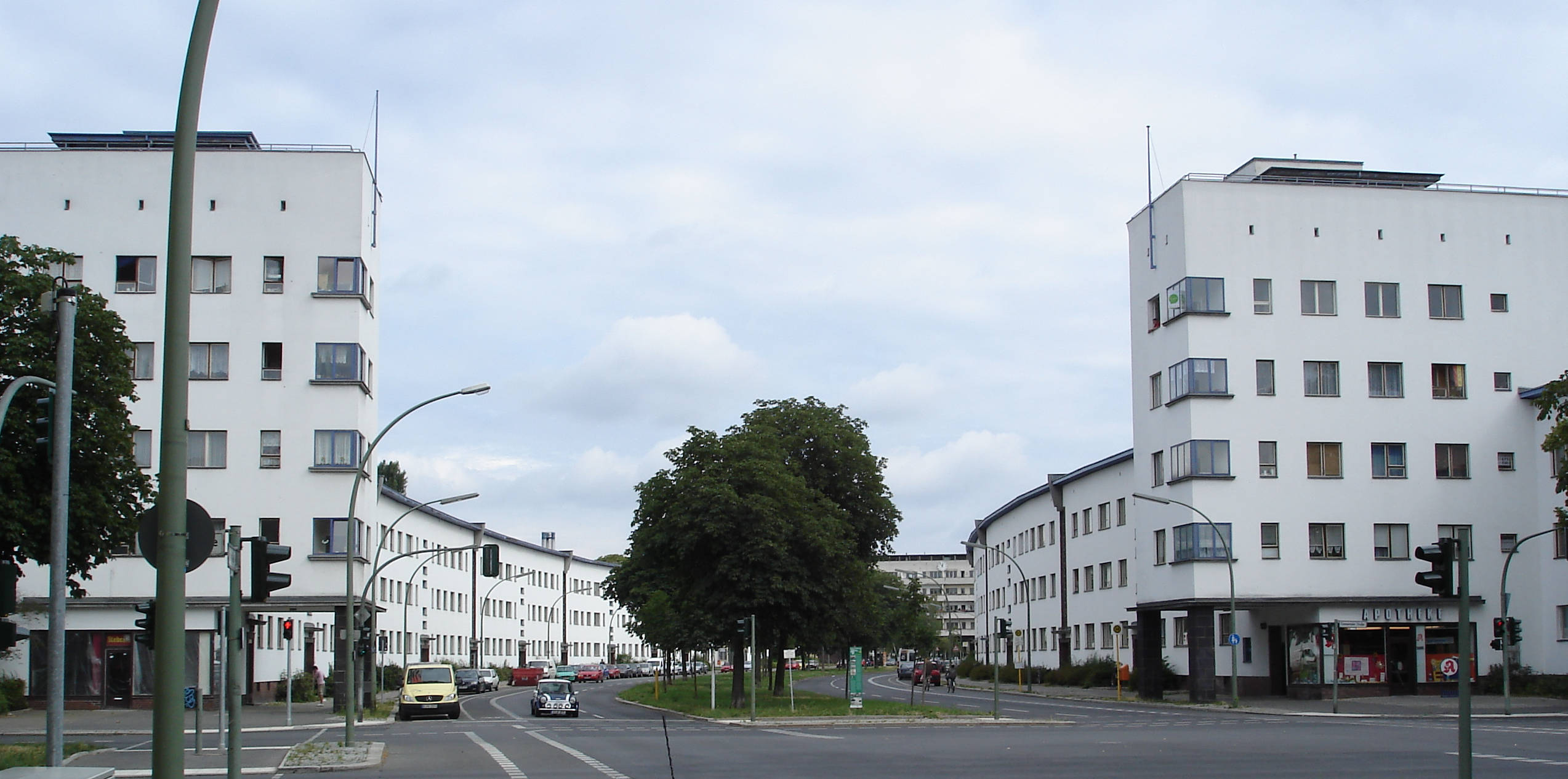
Wohnhäuser der Weißen Stadt

Rund 30.000 Wohneinheiten des Unternehmens stehen unter Denkmalschutz. Infolge der Übernahme der GEHAG besitzt die Deutsche Wohnen vier UNESCO-Welterbe-Siedlungen in Berlin – die Hufeisensiedlung Britz, die Weiße Stadt, die Ringsiedlung Siemensstadt sowie die Wohnstadt Carl Legien. Diese Baudenkmäler stehen beispielhaft für den sozialen Wohnungsbau der Weimarer Republik.

### Soziales Engagement und Sponsoring
In enger Zusammenarbeit mit den örtlichen Vereinen und Institutionen engagiert sich die Deutsche Wohnen in verschiedensten Initiativen und diversen Bereichen des öffentlichen Lebens. Hierzu zählen unter anderem der sogenannte DW-Fonds zur Förderung der Quartiersentwicklung des Falkenhagener Felds, Berlin-Spandau sowie die Unterstützung des Kinderhauses NaDu in Hannover-Sahlkamp.
Das Unternehmen betreut und unterstützt in langer Tradition aktiv Kunstprojekte. So besteht zum Beispiel eine Kooperation mit dem Bröhan-Museum, Berlin.
Die Deutsche Wohnen ist Haupt- und Trikotsponsor des Handballvereins Füchse Berlin.

## Kritik und Enteignungsforderungen
Die Deutsche Wohnen und ihre Tochterunternehmen wurden und werden vor allem in Berlin für ihre renditeorientierte Wohnungs- und Mietenpolitik kritisiert. So wird beispielsweise der übernommenen GSW Immobilien vorgeworfen, seit Übernahme durch die Deutsche Wohnen den Altbestand an Wohnungen nicht ausreichend instand zu halten und Mängel nicht oder nur unzureichend zu beheben. Ihr wird auch angelastet, dass Einnahmen durch stetige Mieterhöhungen generiert werden, um die überdurchschnittlich hohen Nebenkosten, welche sich aus Dienstleistungsverträgen mit Tochtergesellschaften ergeben, ausgleichen zu können. Gegen die Mietenpolitik der Deutsche Wohnen protestierten insbesondere Mieterinitiativen in Berlin, wo die Deutsche Wohnen im Großraum der Hauptstadt etwa 115.000 Einheiten besitzt, das sind zwei Drittel ihres Gesamtbestandes.
Bereits 2016 gründete sich in Berlin eine stadtweite Vernetzung von betroffenen Mietern, die gegen die Praktiken des Konzerns protestierten. Im Jahr 2018 hat sich aus dieser Vernetzung und anderen stadtpolitischen Gruppen wie der Interventionistischen Linken die Initiative Deutsche Wohnen & Co. enteignen gegründet, um einen Volksentscheid herbeizuführen, dass die Deutsche Wohnen und weitere profitorientierte übergroße Wohnungsunternehmen in Berlin gemäß Artikel 15 des Grundgesetzes enteignet und ihre Wohnungsbestände vergesellschaftet werden sollen. Deren Verwaltung soll dann eine Anstalt öffentlichen Rechts übernehmen. 2019 löste die Initiative Deutsche Wohnen & Co. enteignen eine bundespolitische Debatte über Enteignungen von Wohnungsgesellschaften aus. Im September 2021 gewann der Volksentscheid mit einer Mehrheit von 59,1 % Ja-Stimmen. Die Umsetzung zieht sich aber unter anderem auch durch den Wechsel der Berliner Verwaltung schon über längere Zeit hin.